# 香川県道279号三木寒川線
香川県道279号三木寒川線（かがわけんどう279ごう みきさんがわせん）は、香川県木田郡三木町からさぬき市に至る一般県道である。

## 概要

### 路線データ
- 起点：木田郡三木町上高岡（香川県道13号三木綾川線交点）
- 起点：さぬき市寒川町石田西（寒川町石田西交差点、香川県道10号高松長尾大内線交点）
- 総延長：5.337 km

## 地理

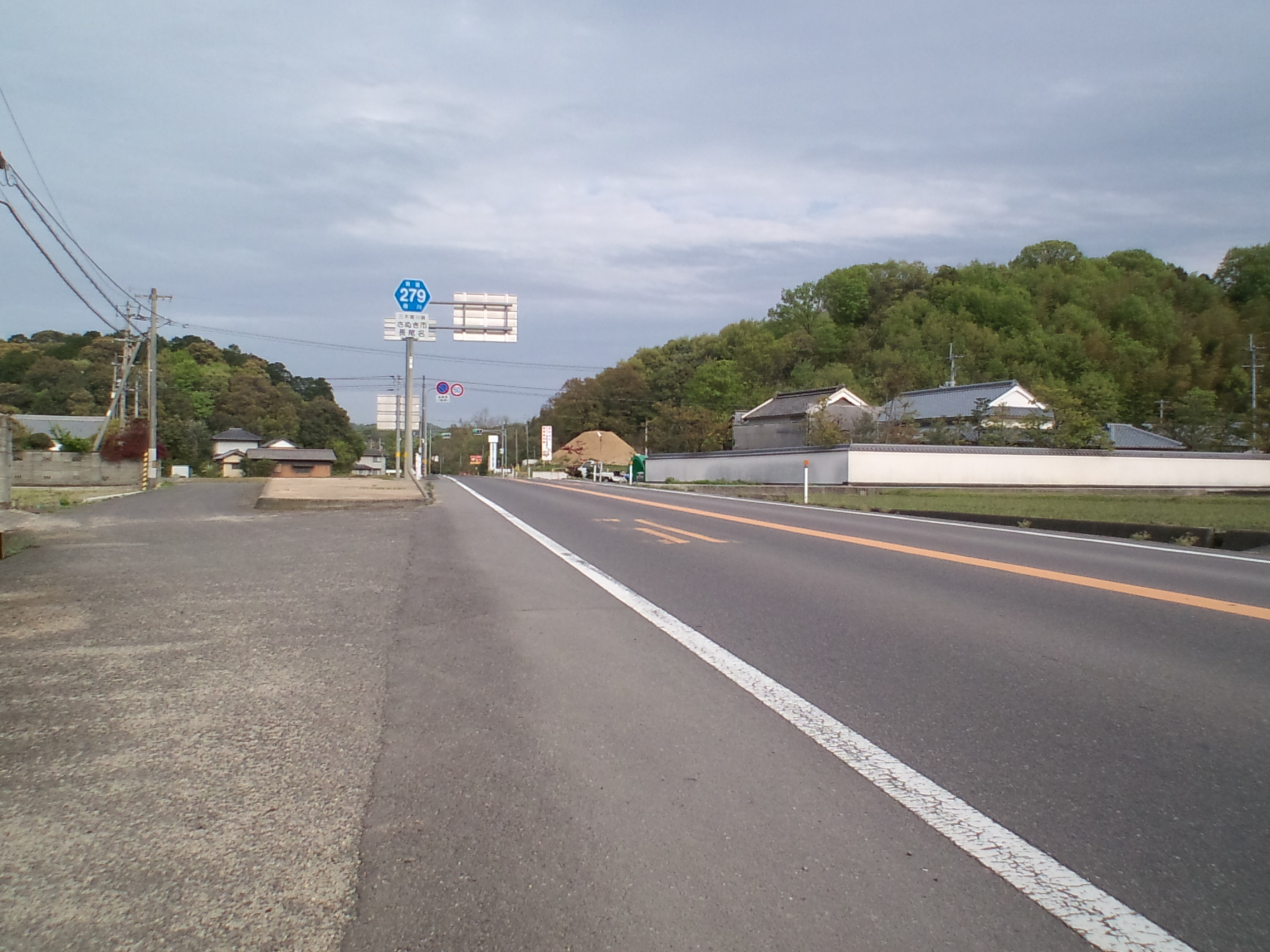
香川県道279号三木寒川線
（長尾名交差点東側）

### 名称・愛称
- さぬき新道

東讃大規模農道 - 開発当初の事業名

### 重複区間
- 香川県道・徳島県道3号志度山川線（さぬき市長尾西・塚原交差点 - さぬき市長尾西・長尾名交差点）

### 道路施設

#### 橋梁
- 新川新橋（新川）
- 新塚原橋（鴨部川）

## 地理

### 通過する自治体
- 木田郡三木町
- さぬき市

### 交差する道路
| 交差する道路                                 | 市町村名 | 市町村名 | 交差する場所 | 交差する場所              |
| -------------------------------------------- | -------- | -------- | ------------ | ------------------------- |
| 香川県道13号三木綾川線                       | 木田郡   | 三木町   | 大字上高岡   | 起点                      |
| 香川県道148号多和三木線                      | 木田郡   | 三木町   | 大字井戸     |                           |
| 香川県道・徳島県道3号志度山川線 重複区間起点 | さぬき市 | さぬき市 | 長尾西       | 塚原交差点                |
| 香川県道・徳島県道3号志度山川線 重複区間終点 | さぬき市 | さぬき市 | 長尾西       | 長尾名交差点              |
| 香川県道10号高松長尾大内線 / バイパス        | さぬき市 | さぬき市 | 石田西       | 寒川町石田西交差点 / 終点 |

### 沿線
- さぬき市運動公園